# Herrarnas C-1 1000 meter i kanotsport vid olympiska sommarspelen 2000
Herrarnas C-1 1000 meter vid olympiska sommarspelen 2000 hölls på Sydney International Regatta Centre i Sydney. 

## Medaljörer
| Gren            | Guld                     | Silver              | Brons                |
| C-1, 1000 meter | Andreas Dittmer Tyskland | Ledis Balceiro Kuba | Stephen Giles Kanada |

## Resultat

### Heat
| Heat 1 av 2 Datum: Tisdagen den 26 september 2000 | Heat 1 av 2 Datum: Tisdagen den 26 september 2000 | Heat 1 av 2 Datum: Tisdagen den 26 september 2000 | Heat 1 av 2 Datum: Tisdagen den 26 september 2000 | Heat 1 av 2 Datum: Tisdagen den 26 september 2000 |
| Placering                                         | Kanotist                                          | Nation                                            | Tid                                               | Kval                                              |
| ------------------------------------------------- | ------------------------------------------------- | ------------------------------------------------- | ------------------------------------------------- | ------------------------------------------------- |
| 1                                                 | Ledis Balceiro                                    | Kuba                                              | 3:55.120                                          | QF                                                |
| 2                                                 | Stephen Giles                                     | Kanada                                            | 3:55.396                                          | QF                                                |
| 3                                                 | Peter Páleš                                       | Slovakien                                         | 3:58.036                                          | QF                                                |
| 4                                                 | Efims Klementjevs                                 | Lettland                                          | 3:58.840                                          | QS                                                |
| 5                                                 | Nikolay Bukhalov                                  | Bulgarien                                         | 3:59.092                                          | QS                                                |
| 6                                                 | Maxim Opalev                                      | Ryssland                                          | 4:00.568                                          | QS                                                |
| 7                                                 | György Zala                                       | Ungern                                            | 4:00.754                                          | QS                                                |
| 8                                                 | Kaysar Nurmaganbetov                              | Kazakstan                                         | 4:01.438                                          | QS                                                |
| 9                                                 | Nikica Ljubek                                     | Kroatien                                          | 4:10.954                                          |                                                   |

| Heat 2 av 2 Datum: Tisdagen den 26 september 2000 | Heat 2 av 2 Datum: Tisdagen den 26 september 2000 | Heat 2 av 2 Datum: Tisdagen den 26 september 2000 | Heat 2 av 2 Datum: Tisdagen den 26 september 2000 | Heat 2 av 2 Datum: Tisdagen den 26 september 2000 |
| Placering                                         | Kanotist                                          | Nation                                            | Tid                                               | Kval                                              |
| ------------------------------------------------- | ------------------------------------------------- | ------------------------------------------------- | ------------------------------------------------- | ------------------------------------------------- |
| 1                                                 | Andreas Dittmer                                   | Tyskland                                          | 3:53.962                                          | QF                                                |
| 2                                                 | Martin Doktor                                     | Tjeckien                                          | 3:55.216                                          | QF                                                |
| 3                                                 | Christian Frederiksen                             | Norge                                             | 3:55.378                                          | QF                                                |
| 4                                                 | Éric le Leuch                                     | Frankrike                                         | 3:55.726                                          | QS                                                |
| 5                                                 | Florin Huidu                                      | Rumänien                                          | 3:56.770                                          | QS                                                |
| 6                                                 | Andreas Kilingaridis                              | Grekland                                          | 4:01.042                                          | QS                                                |
| 7                                                 | José Manuel Crespo                                | Spanien                                           | 4:04.628                                          | QS                                                |
| 8                                                 | Jordan Malloch                                    | USA                                               | 4:05.440                                          |                                                   |
| 9                                                 | Daniel Jędraszko                                  | Polen                                             | 4:25.726                                          |                                                   |

Totala resultat heat
| Heat Totala resultat | Heat Totala resultat  | Heat Totala resultat | Heat Totala resultat | Heat Totala resultat | Heat Totala resultat | Heat Totala resultat |
| Placering            | Kanotist              | Nation               | Heat                 | Placering            | Tid                  | Kval                 |
| -------------------- | --------------------- | -------------------- | -------------------- | -------------------- | -------------------- | -------------------- |
| 1                    | Andreas Dittmer       | Tyskland             | 2                    | 1                    | 3:53.962             | QF                   |
| 2                    | Ledis Balceiro        | Kuba                 | 1                    | 1                    | 3:55.120             | QF                   |
| 3                    | Martin Doktor         | Tjeckien             | 2                    | 2                    | 3:55.216             | QF                   |
| 4                    | Christian Frederiksen | Norge                | 2                    | 3                    | 3:55.378             | QF                   |
| 5                    | Stephen Giles         | Kanada               | 1                    | 2                    | 3:55.396             | QF                   |
| 6                    | Éric le Leuch         | Frankrike            | 2                    | 4                    | 3:55.726             | QS                   |
| 7                    | Florin Huidu          | Rumänien             | 2                    | 5                    | 3:56.770             | QS                   |
| 8                    | Peter Páleš           | Slovakien            | 1                    | 3                    | 3:58.036             | QF                   |
| 9                    | Efims Klementjevs     | Lettland             | 1                    | 4                    | 3:58.840             | QS                   |
| 10                   | Nikolay Bukhalov      | Bulgarien            | 1                    | 5                    | 3:59.092             | QS                   |
| 11                   | Maksim Opalev         | Ryssland             | 1                    | 6                    | 4:00.568             | QS                   |
| 12                   | György Zala           | Ungern               | 1                    | 7                    | 4:00.754             | QS                   |
| 13                   | Andreas Kilingaridis  | Grekland             | 2                    | 6                    | 4:01.042             | QS                   |
| 14                   | Kaysar Nurmaganbetov  | Kazakstan            | 1                    | 8                    | 4:01.438             | QS                   |
| 15                   | José Manuel Crespo    | Spanien              | 2                    | 7                    | 4:04.628             | QS                   |
| 16                   | Jordan Malloch        | USA                  | 2                    | 8                    | 4:05.440             |                      |
| 17                   | Nikica Ljubek         | Kroatien             | 1                    | 9                    | 4:10.954             |                      |
| 18                   | Daniel Jędraszko      | Polen                | 2                    | 9                    | 4:25.726             |                      |

### Semifinal
| Semifinal Datum: Torsdagen den 28 september 2000 | Semifinal Datum: Torsdagen den 28 september 2000 | Semifinal Datum: Torsdagen den 28 september 2000 | Semifinal Datum: Torsdagen den 28 september 2000 | Semifinal Datum: Torsdagen den 28 september 2000 |
| Placering                                        | Kanotist                                         | Nation                                           | Tid                                              | Kval                                             |
| ------------------------------------------------ | ------------------------------------------------ | ------------------------------------------------ | ------------------------------------------------ | ------------------------------------------------ |
| 1                                                | Maksim Opalev                                    | Ryssland                                         | 4:01.222                                         | QF                                               |
| 2                                                | Efims Klementjevs                                | Lettland                                         | 4:01.300                                         | QF                                               |
| 3                                                | Éric le Leuch                                    | Frankrike                                        | 4:02.038                                         | QF                                               |
| 4                                                | György Zala                                      | Ungern                                           | 4:03.226                                         |                                                  |
| 5                                                | Florin Huidu                                     | Rumänien                                         | 4:03.910                                         |                                                  |
| 6                                                | José Manuel Crespo                               | Spanien                                          | 4:04.042                                         |                                                  |
| 7                                                | Kaysar Nurmagambetov                             | Kazakstan                                        | 4:05.206                                         |                                                  |
| 8                                                | Nikolay Bukhalov                                 | Bulgarien                                        | 4:05.236                                         |                                                  |
|                                                  | Andreas Kilingaridis                             | Grekland                                         | DISQ                                             |                                                  |

### Final
| Final Datum: Lördagen den 30 september 2000 | Final Datum: Lördagen den 30 september 2000 | Final Datum: Lördagen den 30 september 2000 | Final Datum: Lördagen den 30 september 2000 | Final Datum: Lördagen den 30 september 2000 |
| Placering                                   | Kanotist                                    | Nation                                      | Tid                                         |                                             |
| ------------------------------------------- | ------------------------------------------- | ------------------------------------------- | ------------------------------------------- | ------------------------------------------- |
| 1                                           | Andreas Dittmer                             | Tyskland                                    | 3:54.379                                    |                                             |
| 2                                           | Ledis Balceiro                              | Kuba                                        | 3:56.071                                    |                                             |
| 3                                           | Stephen Giles                               | Kanada                                      | 3:56.437                                    |                                             |
| 4                                           | Éric le Leuch                               | Frankrike                                   | 3:57.217                                    |                                             |
| 5                                           | Christian Frederiksen                       | Norge                                       | 3:58.159                                    |                                             |
| 6                                           | Maksim Opalev                               | Ryssland                                    | 4:04.042                                    |                                             |
| 7                                           | Efims Klementjevs                           | Lettland                                    | 4:00.931                                    |                                             |
| 8                                           | Martin Doktor                               | Tjeckien                                    | 4:02.335                                    |                                             |
| 9                                           | Peter Páleš                                 | Slovakien                                   | 4:03.091                                    |                                             |